# Dom Protzena w Stargardzie

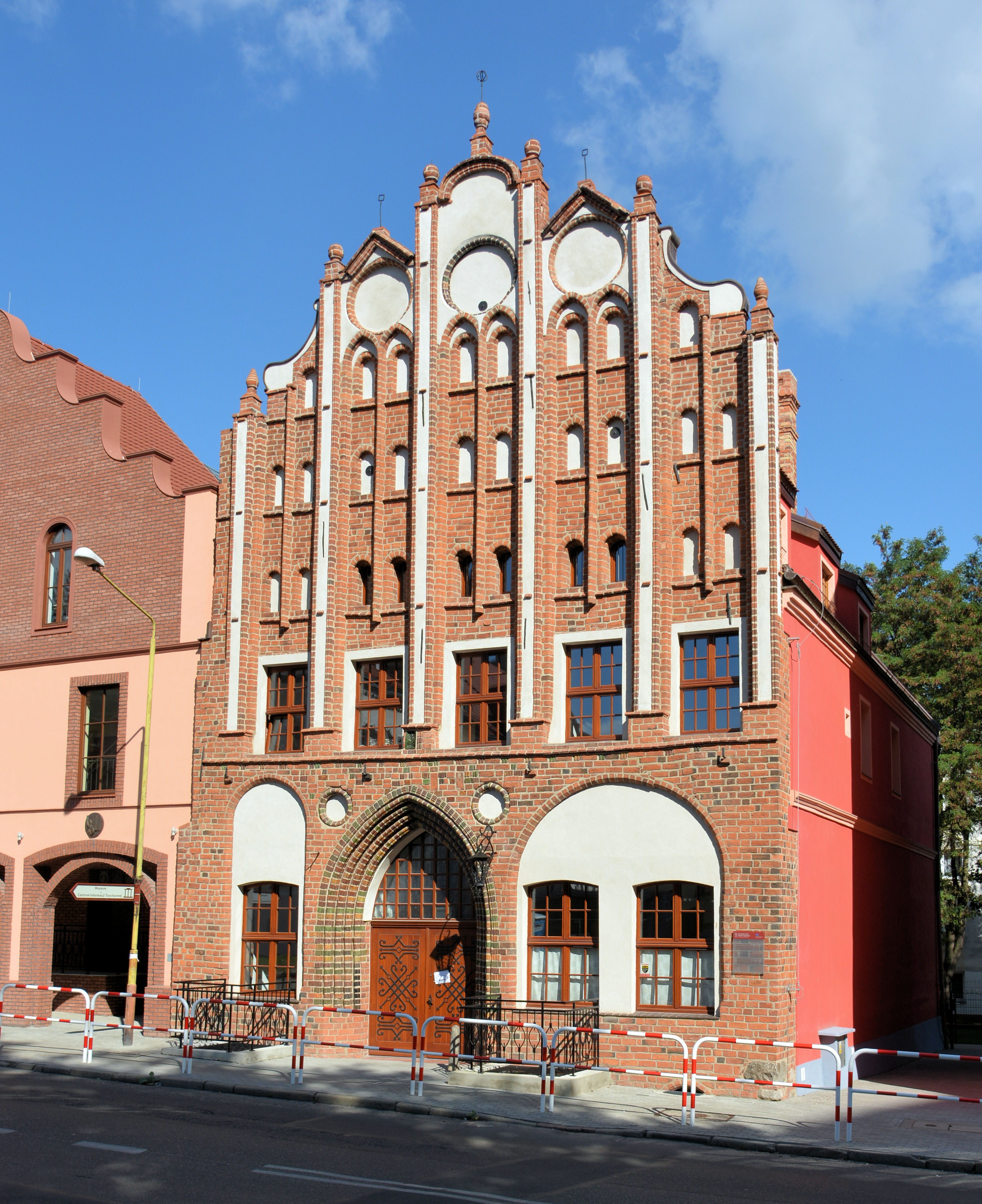
Kamienica gotycka

Dom Protzena – kamienica gotycka w Stargardzie, usytuowana po wschodniej stronie Kolegiaty Mariackiej, przy ul. Kazimierza Wielkiego 13. Obecnie kamienica wykorzystywana przez Państwową Szkołę Muzyczną I i II st. im. Witolda Lutosławskiego.
 Budynek wpisany jest do rejestru zabytków podnr rej.: A-1474 z 18.11.1959

## Historia
Dzieje budowy kamienicy są nieznane. Według Berghausa, dom ten pozostał jako jedyny po pożarze z 1635 roku, z sześciu średniowiecznych, szczytowych kamienic stojących przy Großmühlerstraße (pol. Wielkomłyńska). Domy te należały do bogatych kupców i oprócz funkcji mieszkalnych pełniły funkcje magazynowe. 
Dom Protzena zbudowano w pierwszej połowie XV wieku na planie prostokąta, o wymiarach 18 x 11,4 m. Nad piwnicami wznosił się wysoki parter i cztery kondygnacje spichrzowe oświetlane niewielkimi okienkami szczytowymi. Obecny kształt kamienica zyskała około połowy XVII wieku, kiedy to zaadaptowano kondygnacje magazynowe na mieszkania. Wtedy też kamienica zyskała istniejące dekoracje szczytowe nawiązujące do dekoracji wieży Kościoła Mariackiego – tzw. blenda stargardzka. 
Dom Protzena uległ zniszczeniu w 1945 roku, zachowała się jedynie ściana szczytowa budynku. Kamienicę odbudowano w latach 1957–1959 i przeznaczono na szkołę muzyczną. 
Stargardzka kamienica gotycka zaliczana jest do najświetniejszych gotyckich kamienic w Polsce. Znajduje się na Europejskim Szlaku Gotyku Ceglanego.